# Ammotragus lervia
O Carneiro-da-barbária, arruí, ou aoudad (nome científico: Ammotragus lervia) é um capríneo encontrado em sua maioria nas áreas montanhosas do norte da África, existindo também na Espanha e nas Ilhas Canárias.

## Descrição

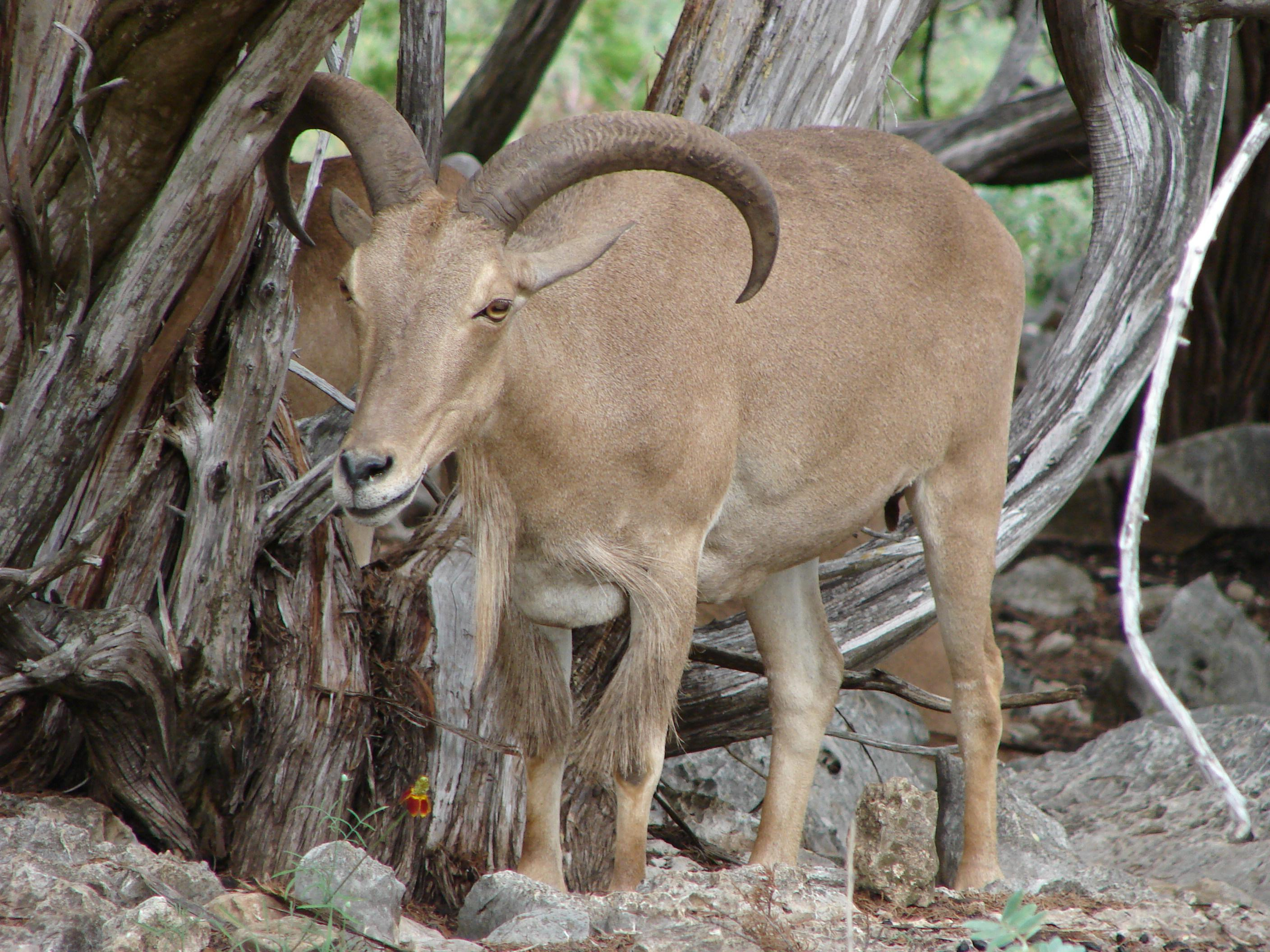
Uma fêmea da espécie. Foto de 2006.

O Carneiro-da-barbária mede normalmente 75 cm  de altura no ombro, com um comprimento de cerca de 1,2 m e pesa 65 kg. São castanho-arenosos, escurecendo com a idade, com o ventre ligeiramente mais claro e uma linha mais escura ao longo do dorso. As partes superiores e externas das pernas são de um marrom avermelhado ou acinzentado uniforme. Ambos os sexos possuem uma pelos longos na garganta que, nos machos, se estende pelo pescoço para cobrir o peito e as pernas dianteiras, formando uma juba rala. Seus chifres têm uma seção transversal triangular e se curvam para fora, sendo que nos machos os chifres são mais desenvolvidos, podendo chegar aos 80 cm de comprimento. Os chifres são bastante lisos, com ligeiras rugas evidentes na base à medida que o animal amadurece.

## Distribuição

### Áreas de ocorrência natural
Os Carneiros-da-Barbária existem naturalmente no norte da África (Argélia, Tunísia, Egito, Líbia , Marrocos e Sudão) sendo que no Sudão, ficam a oeste do Nilo e nas colinas do Mar Vermelho a leste do Nilo, existindo também no norte do Chade, norte do Mali, Mauritânia e Níger.

### Áreas onde foi introduzido

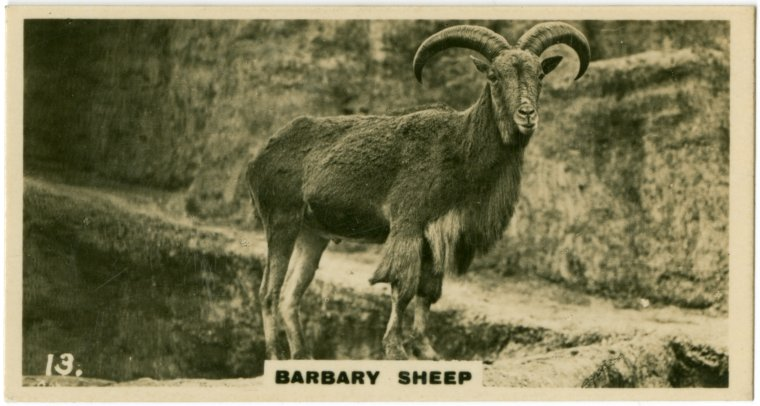
Uma espécie no zoológico de Londres.

Populações dessa espécie foram introduzidas no sudeste da Espanha, no sudoeste dos Estados Unidos (especificamente nas  montanhas Chinati no Rancho La Escalera, Parque Nacional das Montanhas Guadalupe, Palo Duro Canyon, Trans-Pecos e outras partes do Texas e Novo México), Ilha Niihau (Havaí), México e outras partes da África. Se tornaram comuns em uma região limitada do sudeste da Espanha, desde sua introdução em 1970 no parque regional de Sierra Espuña como uma espécie de caça. Sua adaptação permitiu que se extendesse por novas áreas próximas rapidamente, e fazendas de caça privadas forneciam outros centros de dispersão. A espécie está atualmente em expansão, de acordo com pesquisas de campo recentes, agora sendo encontrada nas províncias de Alicante, Almería, Granada e Múrcia. Esta espécie é um competidor potencial dos ungulados nativos que habitam a Península Ibérica. A espécie também foi introduzida em La Palma (Ilhas Canárias), e se espalhou por todo o norte e centro da ilha, onde é uma séria ameaça à vegetação endêmica.

## Taxonomia

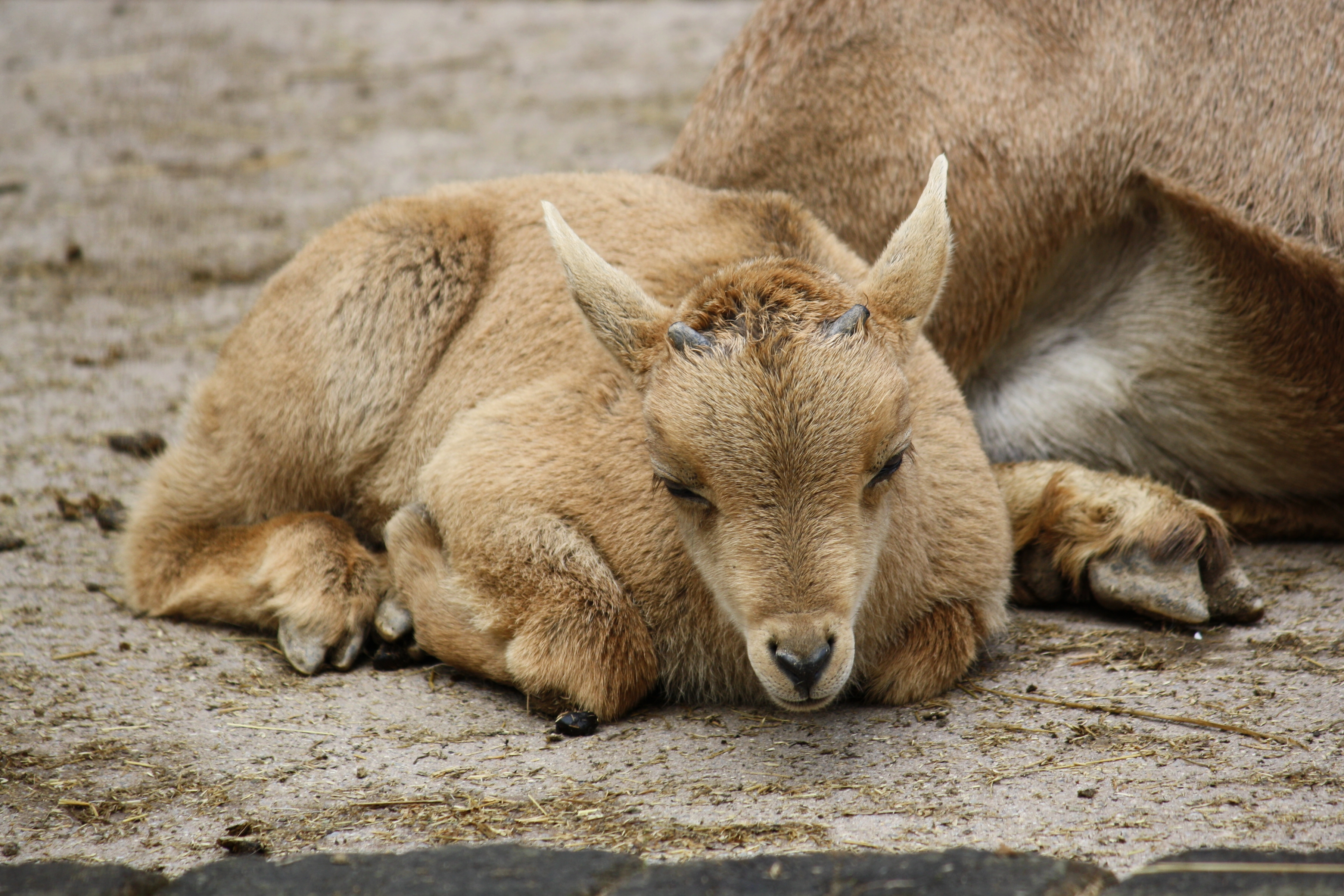
Um filhote da espécie.

Essa é a única espécie do gênero Ammotragus. Porém, alguns autores incluem a espécie no gênero Capra, juntamente com o gênero Ovis. Espécies em especiação alopátrica são achadas em várias paradas do Norte da África, sendo seis subspécies são descritas:
- Ammotragus lervia lervia ; Pallas, 1777
- Ammotragus lervia ornata ; I. Geoffroy Saint-Hilaire, 1827 (Conhecidos também com Carneiros-da-Barbária egípicios, foram considerados extintos na natureza, mas ainda encontradas no deserto oriental do Egito)[10][11]
- Ammotragus lervia sahariensis ; Rothschild, 1913
- Ammotragus lervia blainei ; Rothschild, 1913
- Ammotragus lervia angusi ; Rothschild, 1921
- Ammotragus lervia fassini ; Lepri, 1930